# Michael Rosenbaum
Michael Rosenbaum (født 11. juli 1972 i Oceanside, New York, USA) er en amerikansk skuespiller og tegnefilmsdubber. Han er bedst kendt som stemmen bag Lynet i Justice League og Justice League Unlimited.